# Gelobtes Land (2011)
Gelobtes Land (The Promise) ist eine vierteilige TV-Serie von Regisseur Peter Kosminsky aus dem Jahr 2011. Die Serie wurde im gleichen Jahr mit dem One World Media Award in der Kategorie Drama ausgezeichnet. Die deutsche Erstausstrahlung erfolgte am 20. April 2012 auf arte.
Die Handlung des Films beginnt im Jahr 2005, in dem die Hauptfigur Erin Matthews nach Israel reist. Dort erforscht Erin mit Hilfe eines Tagebuchs die Vergangenheit ihres Großvaters in Palästina um das Jahr 1948.

## Handlung

### Gegenwart – Erin Matthews’ Reise nach Israel
Len Matthews, nun über 80 Jahre alt, liegt von einem schweren Schlaganfall gelähmt in einem englischen Krankenhaus. Als dessen achtzehnjährige Enkelin Erin Matthews seinen Haushalt im Juni 2005 auflöst, entdeckt sie sein Tagebuch. Es schildert drei Jahre seiner Soldatenzeit, darunter seine Erlebnisse bei der Befreiung des KZ Bergen-Belsen (DP-Camp Belsen). Len Matthews war am 21. April 1945 für sechs Wochen in das Lager versetzt worden. Zudem beschreibt das Tagebuch Lens Erlebnisse in Palästina in der Zeit vor und kurz nach der UN-Vollversammlung zur Gründung Israels bis hin zum Abzug der britischen Besatzungsmacht am 14. Mai 1948.
Daraufhin beschließt Erin Matthews, ihr Brückenjahr mit ihrer Schulkameradin Eliza in Israel zu verbringen. So reist die achtzehnjährige Erin für einige Monate in die israelische Hafenstadt Cäsarea. Gastgeberin Erins ist Eliza, die die britisch-israelische Staatsbürgerschaft besitzt und in Israel für zwei Jahre ihren Wehrdienst ableisten muss. Die Familie von Elizas Vater Max Meyer wurde im KZ Buchenwald ermordet.
Während der Reise vertieft sich Erin in das Tagebuch. Sie liest zuerst den Schluss, der verschiedene Fragen aufwirft: Warum wurde Len unehrenhaft aus der Armee entlassen? Warum musste er ins Gefängnis? Und was hat es mit dem Schlüssel auf sich, den Len seinem Diener Mohammed zurückgeben musste? Sie will im Nahen Osten bleiben, bis dieses Rätsel gelöst ist.
In Israel lernt Erin Elizas Bruder Paul kennen, ein Ex-Armee-Angehöriger, der sich selbst als „Soldat für den Frieden“ bezeichnet. Er wurde nach seinen Erfahrungen in der palästinensischen Stadt Hebron Antizionist. Er fährt Erin zum britischen Soldatenfriedhof in Ramleh, wo die Soldaten Nash und Robbins, Kameraden von Len Matthews, begraben sind. Anschließend fährt er sie nach Nablus, wo sie die israelischen Araber Omar Habash, Alimah Habash sowie Karif Habash kennenlernt. Sie führen sie zu den Nachfahren Mohammeds, des Freundes ihres Großvaters, der ursprünglich in Haifa wohnte und später nach Hebron und in den Gazastreifen zog.

### Vergangenheit von Len Matthews in Palästina
Der Film wechselt nun in die Vergangenheit von Len Matthews, der ab dem August 1945 in der 6th Airborne Division auf der Militärbasis Stella Maris im Britischen Mandatsgebiet in Palästina stationiert gewesen ist. Dort dient Len unter dem Kommando des tschechischen Captains Richard Rowntree, dessen ganze zärtliche Aufmerksamkeit und Liebe seinem Kaktus auf der Fensterbank gilt und dessen Schreibkräfte ausschließlich aus jungen, jüdischen Männern bestehen.
Len hat nach all seinen Erfahrungen in Deutschland ein Herz für Juden. Am Strand müssen die britischen Soldaten jüdische Flüchtlinge einsammeln, die aus den Flüchtlingsschiffen in das Meer springen, um nach Israel zu gelangen. Die Briten fangen möglichst alle Juden ab; zu deren Kennzeichnung malen sie ihnen ein großes X in hellblauer Farbe – der Farbe des Davidsterns – auf die Stirn.
Als Len nachts am Strand spazieren geht, läuft ihm Ayala Lifchitz in die Arme. Er lässt die Frau laufen, ohne sie in das britische Lager zu bringen. Sie hat ihm zuvor ihre eintätowierte Nummer aus dem KZ Auschwitz gezeigt. Damit missachtet Len die Einwanderungsbestimmungen, wofür er bestraft werden soll. Rowntree nimmt ihn in Schutz und mildert das Urteil entschieden ab.
Len soll ebenso einen britischen Soldaten entlassen und zurückschicken, wogegen er sich jedoch erfolgreich auflehnt. Es handelt sich um den jüdischen Private Alec Hyman. Len muss ihn auch immer wieder vor dem Antisemitismus innerhalb der britischen Armee schützen. So versuchen seine britischen Kollegen nach dem Anschlag vom 22. Juli 1946 Alec Hyman zu ermorden, als er nackt in der Badewanne sitzt. Obwohl Alec Hyman jüdischer Abstammung ist, verteidigt er die arabischen Palästinenser und will sie, trotz des Abzugsbefehls, nicht schutzlos alleine lassen.

#### Operation Kirjat Chaim
Len bläst eine Abriegelungs- und Durchsuchungsoperation in Kirjat Chaim ab, da das Dorf verlassen war und die Waffen über Nacht weggeschafft worden waren. Die jüdischen Schreibkräfte Rowntrees hatten die Geheimoperation verraten, so dass die jüdischen Bewohner von Kirjat Chaim gewarnt waren. Bei der Rückkehr zur Militärbasis werden die britischen Soldaten von einer Gruppe Schulkinder mit einem Ständchen begrüßt. Die Soldaten erhalten Blumensträuße mit Kronen-Anemonen. Rowntree erklärt, dass die Anemonen oder Kalaniot (hebräisch כַּלָּנִוית) auf hebräisch „rot für das Barett der Fallschirmjäger, schwarz für sein Herz“ bedeuten.

#### Ziphora und Clara
Lens Corporal Jackie Clough – ein Christ – macht ihn im September 1945 im Gästehaus der Stadt Haifa mit den jüdischen Frauen Ziphora und Clara bekannt. Clara Rosenbaum wurde von der Stadt Haifa ausgebildet, um die Briten zu unterhalten, damit diese die Gründung des Staates Israel unterstützen. Zuvor war sie mit Mutter und Vater, der Mitarbeiter der Berliner Morgenpost war, in Auschwitz. Der Vater ist nun Mitglied der Irgun. Len und Clara werden ein Liebespaar, ebenso Jackie Clough und Ziphora. Bei einem sonntäglichen Besuch Ziphoras bei Jackie sucht sie Len auf, der sich gerade eine Schallplatte von Beniamino Gigli anhört. Beide schwärmen von Gigli und Donizetti. Anschließend beklagt sich Len bei Jackie, dass Ziphora ihn „angemacht“ habe. Jackie, der zuvor gemeint hatte, dass alle Len für „schwul“ hielten, antwortet ihm, dass er nicht einmal merken würde, wenn ihn jemand anmache, selbst wenn derjenige sich auf ihn draufsetzen würde.
Nach dem Beschluss der UN-Vollversammlung zur Gründung Israels und vor dem Abzug der britischen Besatzungsmacht wollen die Briten noch Kol Zion HaLochemet (dt. „Stimme des kämpfenden Zion“), die Untergrundradiostation der Irgun,  ausfindig machen und das Personal verhaften. Jackie Clough lässt aber eine Frau des Senders laufen. Es handelt sich – wie Len später feststellt – um dessen jüdische Geliebte Ziphora. Len stellt ihn daraufhin zur Rede: „Wieso hast du sie gehen lassen? Wieviel hast du ihr verraten?“ Jackie antwortet Len: „Alles, was sie wissen wollte.“ Len fragt ihn, wie er das tun konnte. Jackie antwortet ihm: „Aus demselben Grund, aus dem du Clara von Robbins und Nash erzählt hast!“ Len lässt Jackie Clough laufen und wird deswegen später verhört, Rowntree nimmt ihn dabei in Schutz. Der desertierte Corporal bleibt in Israel und wechselt nach dem Abzug der britischen Truppen zur jüdischen Seite. So sieht Len, wie Jackie Clough auf kämpfende Einheiten der arabischen Palästinenser schießt. Den Augenblick – in dem er Jackie beim Erschießen der Palästinenser sieht – hat er noch auf dem Sterbebett vor Augen.
Kurz vor dem Abzug der britischen Truppen sieht Len zum letzten Mal seine jüdische Geliebte Clara, die am Massaker von Deir Yasin beteiligt war. Er wirft ihr vor, ihn belogen zu haben. Sie antwortet ihm: „Nicht alles, was ich dir gesagt habe, war eine Lüge, Len! Ich habe getan, was ich tun musste, um dein Leben zu schützen, wie ich dir gesagt habe.“ Clara beschwört ihn zu bleiben: „Wir wären zusammen! Bleib!!!“, ruft sie ihm noch nach. Diesen Moment wird Len nie vergessen können. Er hat dieses Bild noch im Krankenhaus, wo er schwer gelähmt liegt, vor Augen.

#### Yaakov Maazel
Captain Richard Rowntree lässt Len befragen und erfährt durch Len von Leo Rosenbaum. Len erzählt, dass Leo Rosenbaum (als Gegenleistung für Claras Zuneigung) Informationen erwarten würde. Sein Verhalten sei so gewesen, als wollte er sagen: „Für die Freundschaft meiner Tochter gibt es einen Preis.“ Rowntree befiehlt ihm, Leo zu sagen, dass Len mit der jüdischen Sache sympathisiere und Zugang zu streng vertraulichen Informationen habe und dass er gerne seine Freunde treffen würde. Rowntree beschließt, dass Len „für einen Tag den Juden spielen soll“ und bittet Len eine Kundgebung gegen die Einwanderungsquote in Zivil zu besuchen. Ohne Lens Wissen dient er jedoch als Lockvogel. Dabei wird Yaakov Maazel vor den Türen einer Synagoge durch Robbins erschossen. Daraufhin wirft Claras Vater Len aus der Wohnung: „Wir sind zwar staatenlos, aber nicht dumm“, rechtfertigt er den Rausschmiss. Len und Clara müssen sich nun im Geheimen treffen.

#### OP Bulldog House
Nachdem Clara erfährt, dass Len zum King David Hotel fahren muss, versucht sie mit ihren weiblichen Reizen alles, dass er nicht dorthin zurückkehrt, weil sie von dem bevorstehenden Anschlag vom 22. Juli 1946 weiß. Im Hotel wird die bevorstehende Operation Bulldog besprochen, bei der Tel Aviv 1946 abgeriegelt werden soll. Ziel der Operation ist es, die militärische Organisation Irgun zu zerschlagen. Dabei sollen alle waffenfähigen Männer in Tel Aviv und Umgebung verhört sowie Synagogen und Hospitäler nach Waffen durchsucht werden. Palästinensische Zivilbedienstete und Schreibkräfte dürfen davon nichts erfahren. Es bestünde die Gefahr, dass die jüdischen Angestellten die Geheimoperation untergraben könnten. Als Len sie nach dem Anschlag zur Rede stellt, bestreitet Clara, von dem geplanten Anschlag gewusst zu haben. Sie habe ausschließlich aus Liebe mit ihm geschlafen. Bei der anschließend umgesetzten Geheimoperation Bulldog House wird zur Kennzeichnung der Juden ein großes X in hellblauer Farbe – der Farbe des Davidsterns – auf die Stirn gemalt. Die so stigmatisierten Menschen zeigen teilweise die auf ihrem Arm eintätowierte Nummer des KZ Auschwitz vor und beschimpfen die Briten als „Nazis“.

#### Awram Klein

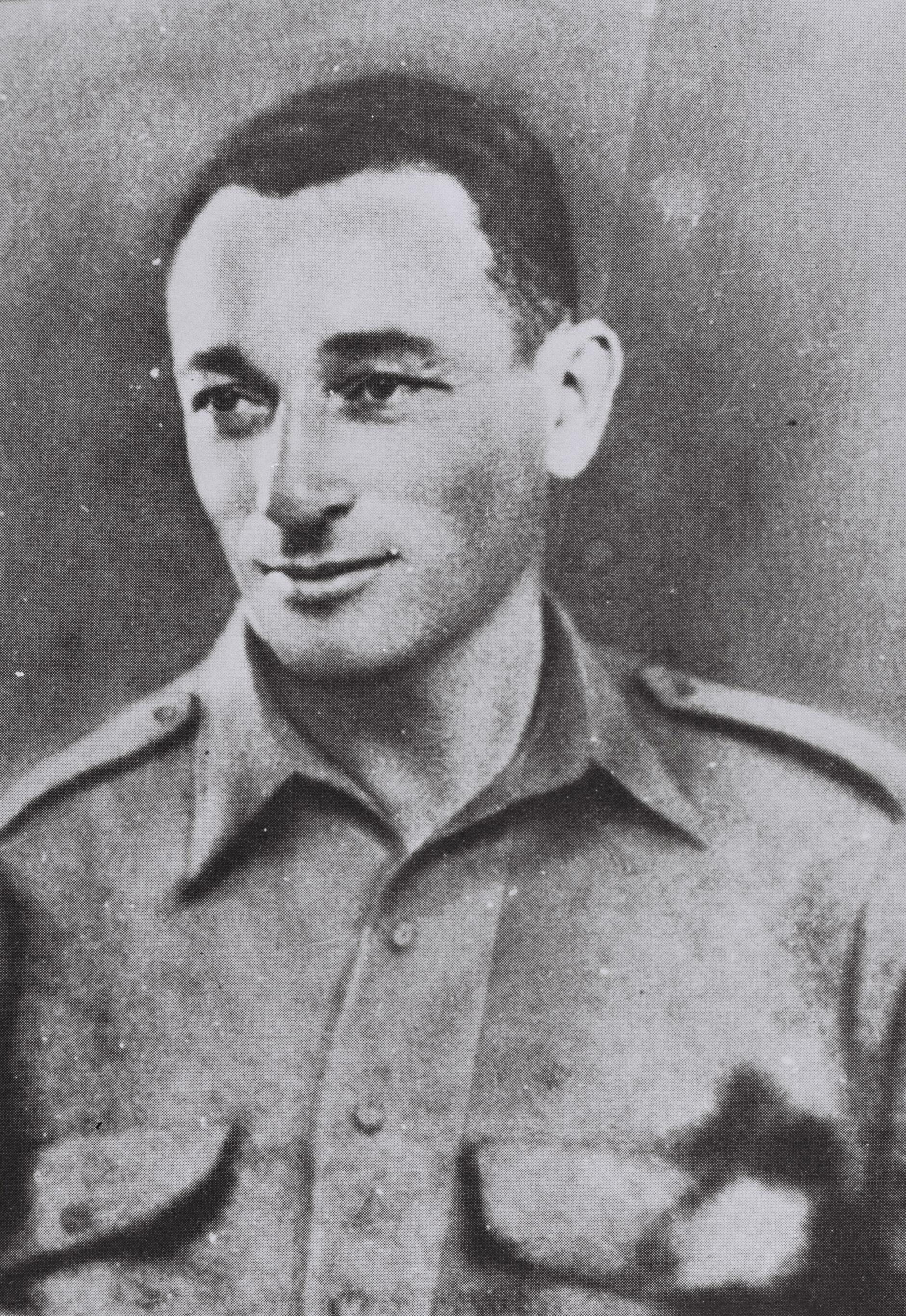
Dov Gruner

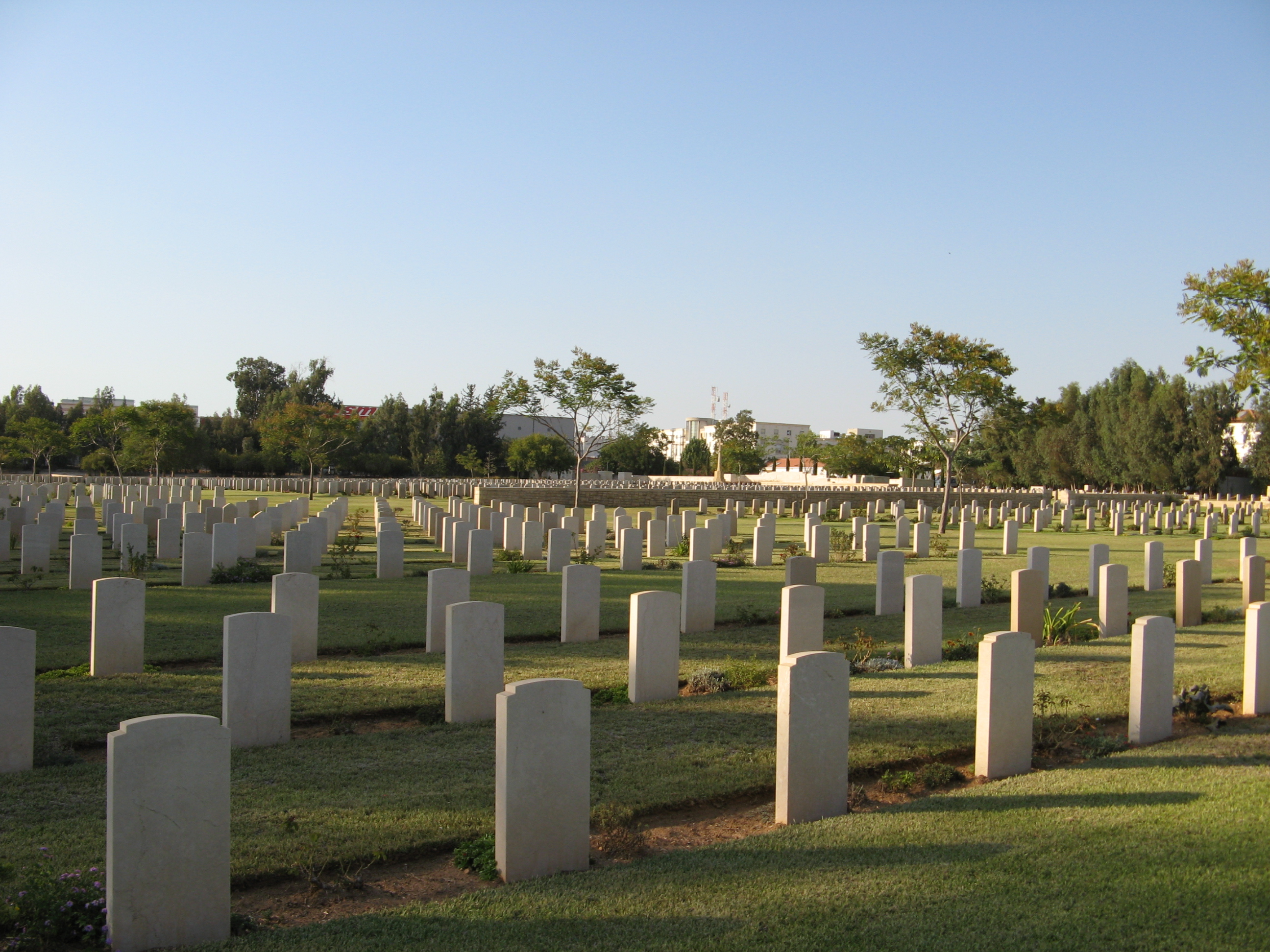
Die britischen Gehängten Hugh Robbins und Frank Nash liegen auf dem Soldatenfriedhof in Ramleh begraben.

Der Film beschreibt das Leben und Sterben des Irgun-Mitglieds Awram Klein. Die Rolle des Awram Klein basiert teilweise auf der Lebensgeschichte von Dov Gruner (1912–1947), einem zionistischen Untergrundkämpfer. Gruner wurde unter anderem wegen Sprengstoffanschlägen hingerichtet, bei denen Briten zu Tode kamen. Klein dringt 1947 in die Polizeistation Tiberias ein, wo er drei Polizisten erschießt. Der Schwerverletzte wird daraufhin zum Tod durch den Strang verurteilt. Das zionistische Radio lässt ausrufen: „Was ihr einem von uns antut, wird zwei von euch angetan.“ Anschließend erfolgt ein Angriff auf Lens Einheit: Die Briten werden in aller Seelenruhe auf offener Straße inmitten einer Stadt vor den Augen der Juden erschossen. Private Derek Toogood wird aus nächster Nähe in den Kopf geschossen, Len und Jackie Clough werden lediglich verletzt. Sie werden in Haifa im Krankenhaus behandelt, wo sie auf Awram Klein treffen, der mit einer gebrochenen Kinnlade dort liegt. Nachdem dieser genesen ist, soll er nach Akkon gebracht werden, wo er gehängt werden soll. Klein soll jedoch noch im Krankenhaus von als Ärzten verkleideten Irgun-Mitgliedern befreit werden. Der Befreiungsversuch schlägt fehl, Len setzt sich noch für Klein ein, der von einem Polizisten zusammengeschlagen wird. Als sich Klein in Akkon befindet, erteilt Rowntree Len den „Auftrag, sein Leben zu retten“. Len soll Klein überzeugen, ein Gnadengesuch beim Kronrat einzureichen. Rowntree gibt vor, dass die Irgun Geiseln nimmt, um Klein freizubekommen.

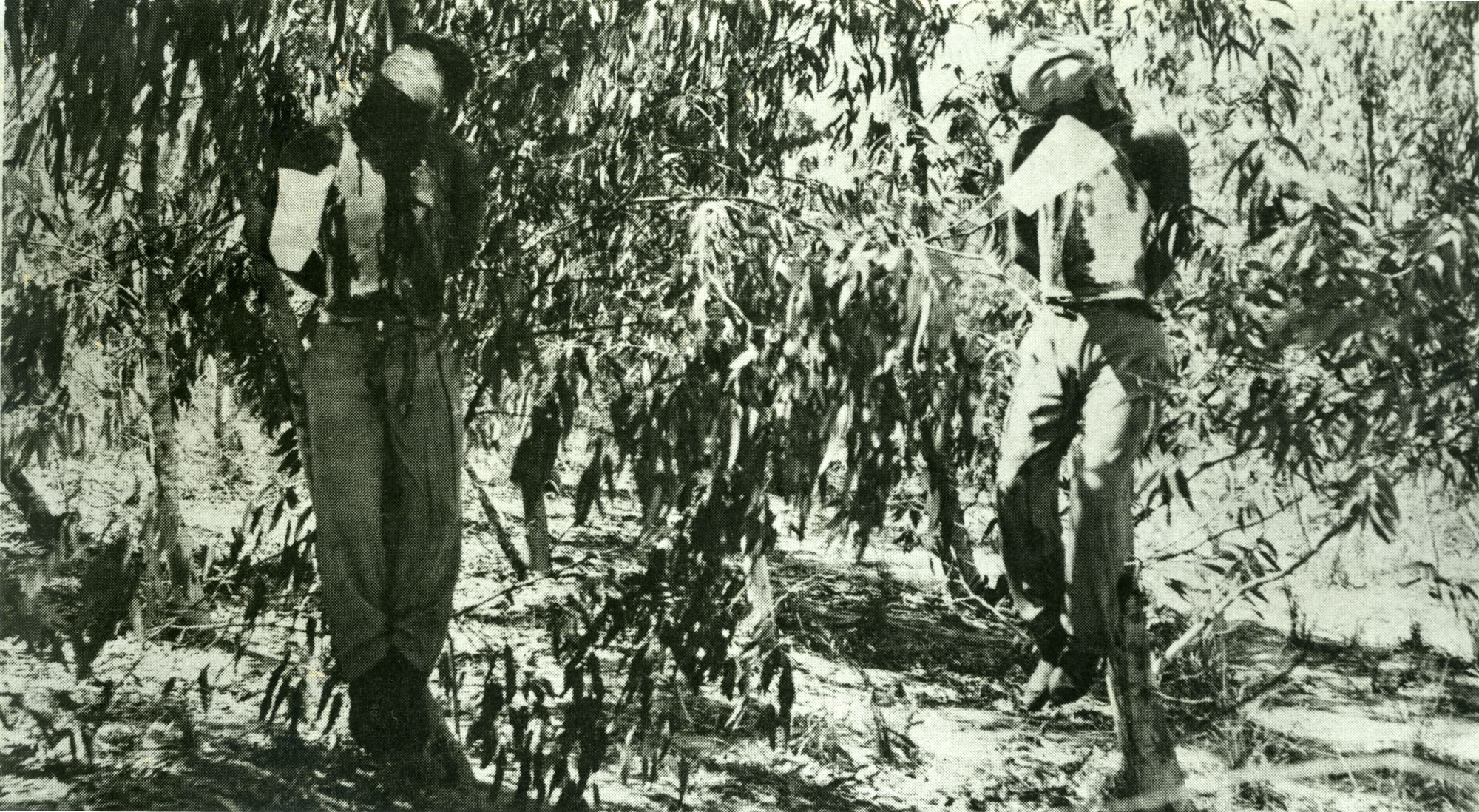
The Sergeants affair (Clifford Martin und Mervyn Paice)

Bei der Ankunft in Claras Wohnung ist Len verstört: Die Tür ist offen, die Wohnungseinrichtung verwüstet und die Wohnung scheinbar verlassen. Clara ist in der Badewanne. Ein Großteil ihres Haars wurde herausgerissen, und sie wurde über und über mit Schmieröl und Federn beschmiert. Clara erklärt weinend, dass sie von den Söhnen Pinchas geteert und gefedert wurde, weil sie sich mit einem Briten eingelassen habe. Len tröstet sie und bleibt bei ihr. Er erklärt ihr, dass er später wegmüsse, es gäbe einen Termin, er dürfe aber nicht sagen, was es sei. Clara kann nicht glauben, dass selbst nach all dem, was mit ihr gemacht wurde, er ihr immer noch nicht vertrauen kann. Len gibt nach und erzählt ihr alles: Treffpunkt, Zeitpunkt, den Namen des Spions und dass er sich mit Sergeant Hugh Robbins und Sergeant Frank Nash trifft. Am Treffpunkt werden jedoch Len, Robbins und Nash von der Irgun gefangen genommen; sie wurden von Clara Rosenbaum verraten. Nachdem Avraham Klein gehängt worden ist, werden auch Robbins und Nash am 30. Juli 1947 gehängt. Len wird verschont. Die schwangere Clara teilt ihren Irgun-Mitstreitern mit, um den Vater ihres Kindes zu schützen: „Wollt auch ihr einem jüdischen Kind den Vater wegnehmen?“ Len wird während seiner Gefangennahme mehrmals verhört und soll in der Irgun mitmachen, er lehnt das Angebot ab: „Sagen Sie Clara, die Antwort ist Nein.“ Der Vorfall basiert auf der sog. Sergeants affair (hebräisch פָּרָשַׁת הסַרְגֶ'נְטים), als im Juli 1947 Sergeant Clifford Martin und Sergeant Mervyn Paice in der Nähe von Netanya – als Rache für ein gehängtes Irgun-Mitglied – gehängt wurden.

#### Abu-Hassan Mohammed
Sergeant Len verteidigt in Palästina 1946 den Teelieferanten seiner Kompanie Abu-Hassan Mohammed, als dieser von britischen Soldaten beleidigt wird. Daraufhin werden sie Freunde. Nachdem Len dem Araber Blumen für dessen Frau schenkt, lädt Mohammed ihn zu sich nach En Hod ein, wo die Familie wohnt. Das Dorf heißt heute „Ein Hod“ und ist ein jüdisches Kulturzentrum.
Im Jahre 1947 wird Len nach einem Angriff auf seine Einheit in Haifa im Krankenhaus behandelt. Anschließend besucht er erneut seinen palästinensischen Freund Abu-Hassan Mohammed und unterrichtet dessen Sohn Hassan in Geometrie. Er wünscht ihm eine Zukunft mit einer guten Ausbildung in Mathematik, so dass er Palästina wiederaufbauen kann. Als nach dem Beschluss der UN-Vollversammlung 1947 Abu-Hassan Mohammed und seine Familie fliehen müssen, übergibt Abu-Hassan Mohammed den Schlüssel ihres Hauses in Haifa seinem Sohn Hassan. Bei der Flucht der Familie läuft Hassan weg. Len findet ihn wieder, muss aber erleben, wie der Junge erschossen wird und in seinen Armen verblutet. Hassan übergibt Len den Schlüssel zu ihrem Anwesen mit dem Versprechen, diesen der Familie zurückzugeben. Das Versprechen kann Len nicht halten, weil er wegen Fahnenflucht ins Gefängnis muss. Zwei Generationen später erledigt dessen Enkeltochter Erin das Versprechen, das einst ihr Großvater dem verblutenden Jungen gab. Erin gelangt zusammen mit Omar durch einen Tunnel in den Gazastreifen, wo sie in das Haus einer Selbstmordattentäterin gebracht werden. Dort trifft Erin das junge Mädchen Samira. Am nächsten Morgen erscheinen IDF-Soldaten, um das Haus im Rahmen einer Strafaktion zu sprengen, und wollen Samira als Schutzschild benutzen, um in das Haus eines anderen Selbstmordattentäters zu kommen. Erin begleitet Samira durch die Straßen. Dort werden sie in den Raum einer bettlägerigen alten Frau gebracht. Es handelt sich um Mohammeds Tochter Jawda, der Erin den Schlüssel übergibt.

## Drehorte

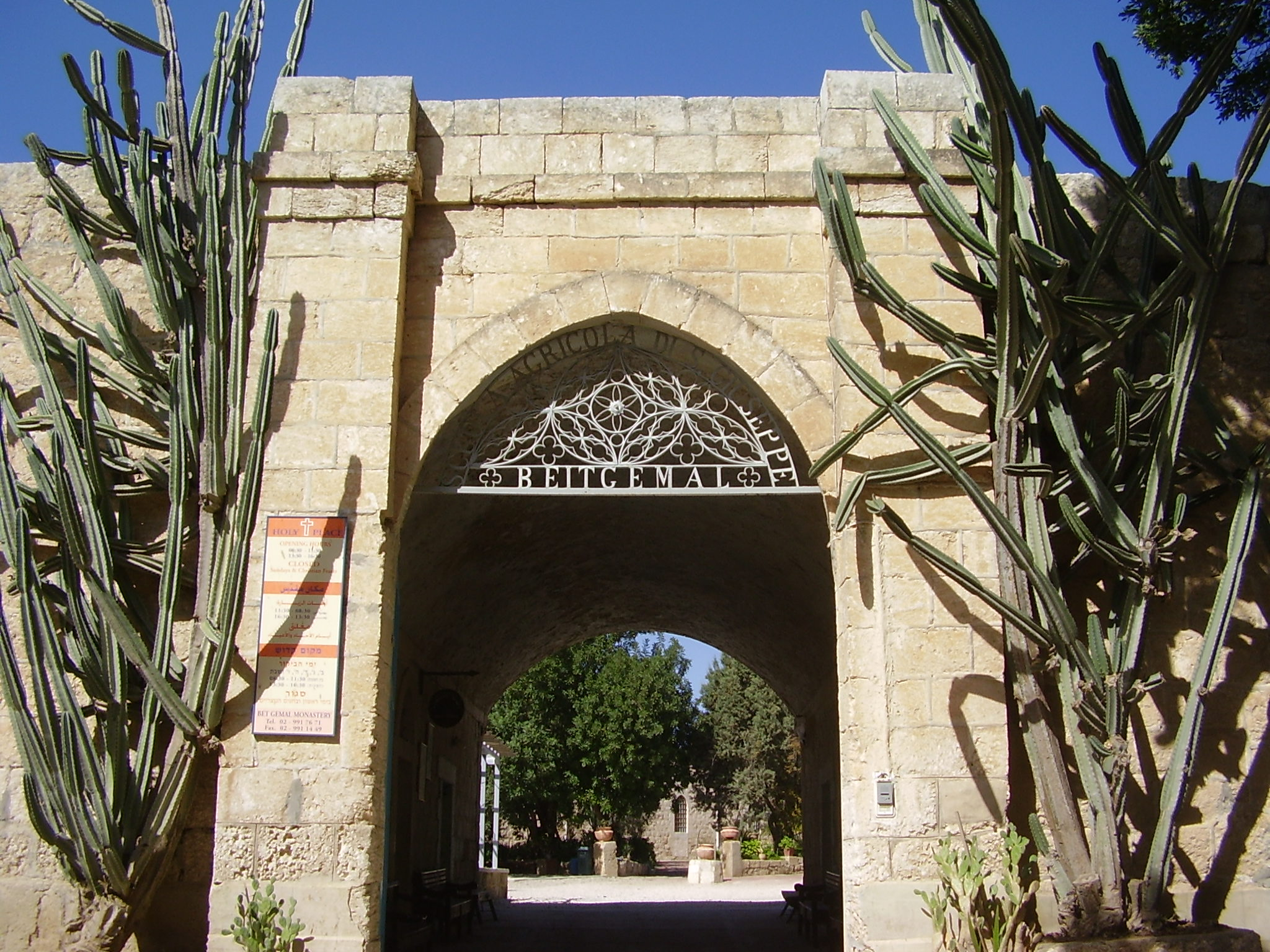
Bet Dschemal diente als Drehort für den britischen Stützpunkt in Palästina: Stella Maris.

Die Serie wurde vollständig in Israel gedreht. Die Crew bestand fast ausschließlich aus Israelis. Der Film wurde durch die israelische Produktionsgesellschaft Lama Films gedreht, was für eine britische Produktion sehr ungewöhnlich war. Selbst die Szene in Leeds wurde in einem israelischen Studio gedreht, alles andere in und um Jerusalem, Haifa, Tel Aviv-Jaffa, Cäsarea, Akkon, Givat Brenner, Ein Hod, Pek’in, Ramla und Bet Dschemal. Die Szenen im London Heathrow Airport entstanden im Ben Gurion Airport. Die Trümmer des King David Hotel wurden in Bluescreen-Technik auf einem Autoparkplatz in Petach Tikwa gedreht. Teile der Jerusalemer Altstadt stellten Nablus in der West Bank dar, die Hebronszenen wurden in Akkon gedreht, während Gaza bei den Dreharbeiten durch Dschisr az-Zarqa ersetzt wurde. Die Basis der Fallschirmjäger im Stella-Maris-Kloster oder Kloster der Madonna des Berg Carmel in Haifa wurde im Kloster von Beit Dschemal aufgenommen.

## Rezeption

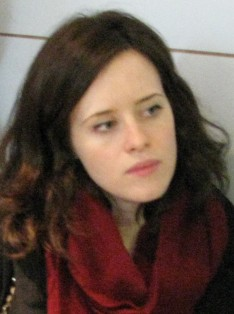
Claire Foy beim RTS The Promise event März 2011.

### England
Den ersten Teil sahen sich 1,8 Millionen Zuschauer an, gefolgt von drei weiteren Teilen mit 1,2 Millionen, 1,3 Millionen sowie 1,2 Millionen Zuschauern.
Die erste Folge wurde positiv aufgenommen, Andrew Anthony äußerte sich jedoch in The Observer sehr kritisch. A. A. Gill schrieb in The Sunday Times, dass er unbeeindruckt sei. Der Daily Express nannte es „… einen brennenden Dornbusch voller Genialität inmitten einer Wüste gut gemeinter TV-Dramas.“ The Daily Telegraph meinte, der Film würde einen Preis der British Academy of Film and Television Arts verdienen. Caitlin Moran betitelte den Film in The Times als „das wahrscheinlich beste Drama des Jahres.“ Zur zweiten Folge stellte Andrew Billen in The Times dar, dass Len und Erin die arabischen Palästinenser in Schutz nähmen: „Kosminsky befriedigt unser aller Hoffnung, indem er Schuldzuweisungen in genau den gleichen Anteilen verteilt“. Trotzdem lobte er die „immense und emotionale“ Qualität der Serie.
Christina Patterson lobte in The Independent die Serie und meinte, dass die Serie „schön geschossen […] gut geschrieben […] ausgewogen“ sei. Rachel Cooke erklärte in New Statesman, dass der Film ehrgeizig, gut geschrieben, hervorragend gespielt und fachgerecht ausgeführt sei, zudem sei der Film auch provozierend und herausfordernd. The Observer meinte, dass der Film „das Beste sei, was man in diesem Jahr – wenn nicht sogar im Jahrzehnt – im Fernsehen sehen konnte.“
In der Tribune lobte Stephen Kelly den Film. Harriet Sherwood und Ian Black, Jerusalemer Korrespondent und Herausgeber des Guardian im Nahen Osten, sowie David Chater, Mitarbeiter der Times, nannten den Film sogar mutig.
Die Londoner Gratiszeitung Metro kritisierte die dritte Folge, lobte aber die Serie als Ganzes. In einer Vorausschau der letzten Folge meinte The Times, dass die Serie „ehrgeizig“ sei. Time Out wählte das Programm für den Tipp des Tages aus und gab ihm eine 4-Sterne-Empfehlung: „ein Versuch der Entmystifizierung, des Verständnisses und der Vermenschlichung des Konfliktes […] mutig, tapfer und erfolgreich.“ Andrew Anthony erkannte in The Observer einige Fehler, aber es sei ein „außergewöhnliches Drama.“
Ein Presseattaché der israelischen Botschaft in London verurteilte das Drama in The Jewish Chronicle als das schlimmste Beispiel antiisraelischer Propaganda, das er je im Fernsehen gesehen hatte, und meinte, es sei „eine neue Kategorie von Feindseligkeit gegenüber Israel“. Die Zionist Federation und der Board of Deputies of British Jews reichten beide ebenfalls Beschwerdebriefe ein. The Jewish Chronicle selbst war der Ansicht, dass dies ein Versuch sei, eine Geschichte zu erzählen: Die Geschichte beider Seiten sei von Kontinuität und Komplexität gekennzeichnet. Der Film vermittele eine „Studie, die zeigt, wie deprimierend es ist, historische Fakten auszuwählen, um eine politisch geladene Botschaft zu vermitteln“.
Romanautor Howard Jacobson erklärte in einem Leserbrief an The Independent: „So gut wie jeder Palästinenser erschien sympathisch, fast jeder Jude unsympathisch. Das Leben der meisten Palästinenser konnte in ärmlichen Verhältnissen dargestellt werden. Das Leben der israelischen Juden konnte den Wohlstand widerspiegeln […] Auch ich sah dort Palästinenser mit einem außerordentlichen Charme. Ich konnte jedoch nur spöttisch lachen, als nach jedem Bild, das Palästinenser mit weichen Augen zeigte, Bilder von Juden mit harten Gesichtern folgten.“
Jonathan Freedland erklärte in einem Interview mit Jacobson während der Jewish Book Week 2011: „Kosminsky verwendet antisemitische Tropen und stellt dabei fälschlicherweise Israel und den Zionismus als Folge des Holocaustes dar, dessen Bildersprache er missbraucht“.
Historiker und Professor David Cesarani beschuldigte Kosminsky eines „Betrugs […] mit massiver Geschichtsklitterung“: Die Balfour-Deklaration von 1917 sei weggelassen worden mit dem Versprechen einer nationalen jüdischen Heimstätte; dabei seien die egoistisch britischen, geostrategischen Interessen heruntergespielt worden; die Verantwortung der Briten als „Chefarchitekten der palästinensischen Tragödie“ sei entlastet worden: „allein dafür verantwortlich […] seien nur die Juden“; der zwischen drei Seiten bestehende Konflikt zwischen Briten, Arabern und Juden würde „in einen einseitigen“ verwandelt.
Liel Leibovitz, Autor für das US-amerikanische jüdische Online-Magazin Tablet, erklärte, dass „die Serie ein seltenes und beispielhaftes Werk sei, die Geschichte Israels mit Genauigkeit, Sensibilität und Mut“ zu zeigen.
Bei der Ofcom gingen 44 Beschwerden über die Serie ein. Daraufhin erwiderte Ofcom, dass die Serie keinen Verstoß gegen den Verhaltenskodex darstelle. Die Zuschauer beschwerten sich, dass das Drama ein Beispiel für Antisemitismus sei. Die Filmemacher seien vom Rassenhass gegen Israel angestiftet worden. Aber Ofcom erwiderte: „... einzelne jüdische und israelische Charaktere werden möglicherweise in einem negativen Licht dargestellt.“ Deswegen sei der Film aber nicht antisemitisch.
In seiner ersten Grundsatzrede an die Royal Television Society in London am 23. Mai 2011 erklärte David Abraham, der Generaldirektor von Channel 4: „In einer Zeit, in der andere Sender eher konservativ sind, ist es für Channel 4 wichtiger denn je, den Status quo zu hinterfragen, Debatten herauszufordern, Risiken auf sich zu nehmen und tapfer zu sein […] ich kann mir dafür kein besseres Beispiel als Peter Kosminskys Untersuchung der israelischen/palästinensischen Frage in The Promise vorstellen.“
The Promise wurde nominiert für den British Academy Television Award 2011 sowie für den Royal Television Society Award 2011 in der Kategorie „Best Drama Serial“. Die Serie wurde aber von zwei anderen Produktionen auf Channel 4 geschlagen: so von Any Human Heart, einem TV-Film von William Boyd, und der Drama-Serie Top Boy.
In einem Interview in The Jewish Chronicle beschrieb Michael Samuels, der Filmemacher von Any Human Heart, die Serie The Promise: „Ich respektiere seinen Standpunkt. Den muss man haben, sonst kann man nicht schreiben“.
The Promise wurde 2011 für die besten Mini-Serien von 2010/11 für das Banff World Media Festival nominiert. Am 10. Mai 2011 wurde der Film bei One World Media Awards in London als Bestes Drama von 2010/11 ausgezeichnet.

### Andere Länder
Ab dem 21. März 2011 zeigte der französische Canal+ vier Wochen lang das Drama unter dem Titel The Promise: Le Serment (‚Das Versprechen: Der Schwur‘). Libération beschrieb das Drama als „bewundernswert“ und lobte den großen Regisseur, der eine „Tragödie mit zwei Stimmen“ erzählen konnte, „ohne mit dem Finger auf die eine Seite oder andere Seite zu zeigen.“ Les Échos bezeichnete die Serie als „außergewöhnlich, erstaunlich intelligent“ und lobte den Dialog und den Ehrgeiz des Films. Das Fernsehmagazin Télérama nannte es „bemerkenswert“, wie die Serie das Problem „beim Namen nannte.“ Le Figaro schrieb, es sei eine „prachtvolle Verfilmung und meisterhafte Handlung […] perfekt ausbalanciert […] großes Fernsehen“ und vergab eine maximale Bewertung von vier Sternen.
Ab Januar 2012 wurde die Serie auch auf SVT Sweden, YLE Finland, DR Denmark, RUV Iceland, RTV Slovenia, Globosat Brazil und TVO Canada gesendet. DR Denmark zeigte den Film am frühen Abend auf DR2 zu Ostern 2012, mit dem Titel Løftet som bandt („Das gegebene Versprechen“). In Deutschland wurde er erstmals auf Arte am 20. April und 27. April 2012 ausgestrahlt.